# Nomécourt
Nomécourt is een gemeente in het Franse departement Haute-Marne (regio Grand Est) en telt 99 inwoners (2009). De plaats maakt deel uit van het arrondissement Saint-Dizier.

## Geografie
De oppervlakte van Nomécourt bedraagt 10,2 km², de bevolkingsdichtheid is dus 9,7 inwoners per km².
De onderstaande kaart toont de ligging van Nomécourt met de belangrijkste infrastructuur en aangrenzende gemeenten.

## Demografie
Onderstaande figuur toont het verloop van het inwonertal (bron: INSEE-tellingen).